# Mladějovice (Čejetice)
Mladějovice jsou vesnice, část obce Čejetice v okrese Strakonice v Jihočeském kraji. Nachází se asi 3,5 kilometru jihovýchodně od Čejetic. Mladějovice jsou také název katastrálního území o rozloze 7,32 km².

## Historie
První písemná zmínka o vesnici pochází z roku 1298.
Dne 25. března 1420 se v katastru Mladějovic, v prostoru mezi rybníky Markovec a Škaredý, odehrála bitva u Sudoměře, jedno z klíčových střetnutí husitských válek.

## Obyvatelstvo
| Rok            | 1869 | 1880 | 1890 | 1900 | 1910 | 1921 | 1930 | 1950 | 1961 | 1970 | 1980 | 1991 | 2001 | 2011 | 2021 |
| -------------- | ---- | ---- | ---- | ---- | ---- | ---- | ---- | ---- | ---- | ---- | ---- | ---- | ---- | ---- | ---- |
| Počet obyvatel | 436  | 471  | 459  | 424  | 432  | 436  | 406  | 349  | 335  | 269  | 217  | 198  | 189  | 146  | 165  |
| Počet domů     | 62   | 63   | 68   | 70   | 70   | 71   | 73   | 83   | 87   | 76   | 65   | 72   | 85   | 87   | 88   |

## Obecní správa
Při sčítání lidu v letech 1850–1973 Mladějovice byly samostatnou obcí v okrese Strakonice. Od 1. ledna 1974 jsou částí obce Čejetice v okrese Strakonice. V letech 1850–1960 k obci patřilo Sedliště.

## Doprava
Obcí prochází silnice III/14010 Čejetice/Mladějovice (rozcestí) - Mladějovice - Drahonice. Nejbližší (4,2 kilometru) železniční stanice (Čejetice) je na trati Plzeň – České Budějovice.

## Pamětihodnosti
- Památník Jana Žižky na sudoměřském bojišti, šestnáct metrů vysoká socha Jana Žižky, sestavená z kamenných kvádrů
- Kaple svatého Jana Nepomuckého
- Tvrz – panský dům (čp. 80) původní gotická tvrz a malý hrádek. Za Jiřího z Poděbrad vypálené. Hrádek se dochoval pouze v základech, ale hospodářský dvůr byl po r.1580 přestavěn do renezanční podoby, jako správní sídlo zdejšího kraje. Od té doby postupně upadalo až do nedávné doby, kdy téměř zaniklo. V současnosti probíhá rozsáhlá rekonstrukce do podoby v době své největší slávy.[8]
- Přírodní rezervace Míchov, zbytek přirozeného listnatého lesa
- Památné stromy:
  - Dub Břeňka Švihovského
  - Mladějovický dub
  - Dvojčata princezny Hedviky (dva duby letní)